# Чо, Арден
А́рден Лим Чо (англ. Arden Lim Cho, род. 16 августа 1985) — американская актриса, модель, автор песен, певица, наиболее известная по роли Киры Юкимуры в сериале «Волчонок».

## Биография
Арден Чо родилась в городе Амарилло, штат Техас. С детства Чо училась играть на фортепиано и виолончели, а также занималась в танцевальной студии и гимнастикой.
В 2003 году Чо окончила Среднюю школу Эпл-Вэлли (англ. Apple Valley Senior High School). В 2007 году закончила Иллинойсский университет в Урбане-Шампейне и получила степень бакалавра по психологии.
В 2004 году Чо выиграла конкурс «Мисс Чикаго».
Арден Чо была моделью для Nike в 2008 году . Была моделью для Clinique и Reebok в 2010 году. Также позировала для Apple и Alexander McQueen и журналов Vogue, Nylon Magazine.
12 апреля 2016 года Арден выложила видео на YouTube, где сообщила, что не вернется в 6 сезон телесериала «Волчонок».

## Избранная фильмография
| Год       |     | Русское название                    | Оригинальное название        | Роль                                      |
| --------- | --- | ----------------------------------- | ---------------------------- | ----------------------------------------- |
| 2008      | ф   |                                     | Hoodrats 2: Hoodrat Warriors | Мириам                                    |
| 2008      | кор |                                     | My First Crush               | Наори                                     |
| 2009      | с   | C.S.I.: Место преступления Нью-Йорк | CSI: NY                      | Гехи Пэйк                                 |
| 2009      | кор |                                     | When Lara Met Charlie        | Арден                                     |
| 2009      | кор |                                     | Forgotten                    | покойница                                 |
| 2009      | с   | Касл                                | Castle                       | Киара                                     |
| 2010      | кор |                                     | Agents of Secret Stuff       | Тейлор                                    |
| 2010      | кор | Я не принцесса                      | I Am Not a Princess          | Анастасия                                 |
| 2011      | тф  | Возвращение титанов                 | Mega Python vs. Gatoroid     | Гая                                       |
| 2011      | с   | Милые обманщицы                     | Pretty Little Liars          | Прю                                       |
| 2011      | с   | Риццоли и Айлс                      | Rizzoli & Isles              | Ли                                        |
| 2012      | ф   | Бэйтаун вне закона                  | The Baytown Outlaws          | Эйнджел                                   |
| 2012      | с   | Высшая школа видеоигр               | Video Game High School       | Korean TV Host                            |
| 2012      | ф   | Прогулки по залам                   | Walking the Halls            | Кайли                                     |
| 2013      | тф  | Отбор                               | The Selection                | Элис Уискис                               |
| 2013      | кор |                                     | The Dressmaker's Daughter    | Барбара Ким                               |
| 2013      | кор |                                     | Saved by the Bell: The Movie | Джесси Спано                              |
| 2014—2016 | с   | Волчонок                            | Teen Wolf                    | Кира Юкимура / Носико Юкимура в молодости |
| 2015      | с   | Гавайи 5.0                          | Hawaii Five-0                | Миа Прайс                                 |
| 2018      | ф   | Flexx                               | R.O.S.A                      | Агент Огава                               |
| 2024      | с   | Аватар: Легенда об Аанге            | Avatar: The Last Airbender   | Джун                                      |